# David Box
Harold David Box (11. srpna 1943 Sulphur Springs, Texas – 23. října 1964 Houston, Texas) byl americký kytarista, zpěvák a autor písní. Jeho hudebními vzory byli Roy Orbison a Buddy Holly. Zahynul při havárii malého pronajatého letadla ve věku 21 let.

## Dětství
Harold David Box se narodil Virginii a Haroldu Boxovi 11. srpna 1943 ve východotexaském městečku Sulphur Springs. Když byly Davidovi 2 roky, přestěhovala se rodina do města Lubbock v západním Texasu. Jeho otec byl vášnivým hudebníkem a se svou skupinou koncertoval po okolních městech. Právě on objevil Davidův hudební talent. První veřejné vystoupení David Box absolvoval ve 3 letech na místní talentové soutěži, kde zazpíval několik lidových písní - např. If I had a nickel. K devátým narozeninám dostal David od rodičů první kytaru, na kterou ho otec naučil hrát základní akordy. David se učil rychle a stále objevoval nové a nové možnosti hry.

## Kariéra
Když kolem roku 1954 začal vystupovat průkopník rock'n'rollu Buddy Holly, který pocházel z Lubbocku, stal se ihned Davidovým největším idolem. Se spolužáky zkoušel hrát jeho písně a po vzoru Hollyho kapely The Crickets založil roku 1958 svou vlastní skupinu The Ravens, jejímiž členy byli baskytarista Lynn Bailey a bubeník Ernie Hall. Z tohoto období se zachovalo několik acetátových nahrávek (nahrány v Mitchell Studio v Lubbocku), které byly roku 2015 uveřejněny na CD The David Box Story Vol. II.
David Box byl zasažen náhlým úmrtím Buddy Hollyho při havárii malého letadla během jeho zimního turné po severních státech USA. Jelikož Hollyho skupina The Crickets měla závazky k nahrávací společnosti Coral Records, musela najít náhradu za zpěváka a kytaristu Sonnyho Curtise, který narukoval do armády. Davidův bubeník se o tom jako soused Jerryho Ellisona - bubeníka The Crickets - dozvěděl a seznámil jej s Davidem Boxem. Jerry Allison byl zaujat Davidovým stylem hry a nabídl mu společné nahrávání v Los Angeles. Tak vznikl single Peggy Sue Got Married / Don't Cha Know. Na jedné straně byla Hollyho píseň nazpívaná Davidem Boxem a na druhé Davidova vlastní skladba.
David Box podepsal smlouvu s malým místním hudebním vydavatelství Joed Records a během následujících let vydal 4 další single desky. Ale žádná, zřejmě vinou nedostatečné propagace ze strany vydavatelství, neprorazila u publika. Jeho první vlastní single byla deska Waitin' / I Do The Best I Can, která vyšla roku 1961. Největší pozornosti posluchačů se těšila čtvrtá deska Little Lonely Summer Girl / No One Will Ever Know, které se prodalo přes 60 000 kusů. V srpnu roku 1964, poté co dosáhl plnoletosti, rozvázal smlouvu s Joed Records a jeho manager připravil smlouvu s velkým hudebním vydavatelstvím RCA Records. K podpisu dohody ovšem nedošlo.

## Smrt
David Box, podle rozhovoru se svědkyní, jednou ve škole prohlásil, že chce být přesně jako Buddy Holly. Měl tím na mysli jeho hudební styl, ale osud mu toto přání splnil do puntíku. Po nahrávacích zkouškách v Houstonu odjel 23. října 1964 se členy své kapely a spolužákem na blízké letiště. Jeho spolužák William Daniel (21) před nedávnem složil pilotní zkoušky a rozhodl se, že si pronajme malé letadlo - Cesna 172 Skyhawk - a trochu se proletí po okolí. David Box původně neměl letět s nimi, ale protože nedorazil jeden známý, jehož jméno nebylo dosud zjištěno, nastoupil do letadla také. Vzlétli z letiště Sugarland západně od Houstonu a za krásného počasí a ideálních letových podmínek se nedlouho po vzletu zřítili do pole. Všichni čtyři byli na místě mrtví. Jako příčina havárie se uvádí závada na palivové nádrži.
David Box je pohřben ve svém rodném městě Sulphur Springs. Na jeho náhrobním kameni je bronzová deska se jménem, daty narození a úmrtí a větou:
I'll sing throughout eternity. (Budu zpívat věčností)

## Diskografie
Davidova sestra Rita Box Peek se po celých padesát let starala o bratrův odkaz a na její popud vzniklo v roce 2002 album The David Box Story obsahující 32 skladeb. O 13 let později bylo vydáno dvojalbum The David Box Story Vol. II, které na dvou CD discích obsahuje všechny (62) známé studiové i domácí nahrávky. Obě alba jsou opatřeny knížečkou obsahující Davidův životopis, rozhovory s jeho přáteli a množství fotografií. Roku 2015 vyšlo u příležitosti 50. výročí Davidovi smrti album Out Of The Box, které obsahuje skladby, jež byly Davidovou sestrou upraveny, tak, že byl zachován Davidův hlas, ale nástrojová stopa byla znovu nahrána orchestrem a do některých skladeb byl doplněn zpěv jeho sestry.

### Singly
| Rok  | Název                                                     | Vydavatel      |
| ---- | --------------------------------------------------------- | -------------- |
| 1960 | "Don't Cha Know" / "Peggy Sue Got Married"                | Coral Records  |
| 1962 | "I Do The Best I Can" / "Waitin'"                         | Joed Records   |
| 1962 | "If You Can't Say Something Nice" / "Sweet, Sweet Day"    | Joed Records   |
| 1962 | "If You Can't Say Something Nice" / "I've Had My Moments" | Candix Records |
| 1964 | "Little Lonely Summer Girl" / "No One Will Ever Know"     | Joed Records   |

### Alba
| Rok  | Název                       | Vydavavatel           |
| ---- | --------------------------- | --------------------- |
| 2002 | The David Box Story         | Rollercoaster Records |
| 2014 | Out of The Box              | Rita Box Peek         |
| 2015 | The David Box Story Vol. II | Rollercoaster Records |